# جیمز تالیافرو
جیمز تالیافرو (به انگلیسی: James Piper Taliaferro) سناتور سابق عضو حزب دموکرات ایالات متحده آمریکا بود. وی در سال ۱۸۹۹ تا ۱۹۱۱ میلادی سناتور ایالت فلوریدا در سنای ایالات متحده آمریکا بود.